# Мелентьева, Мария Владимировна

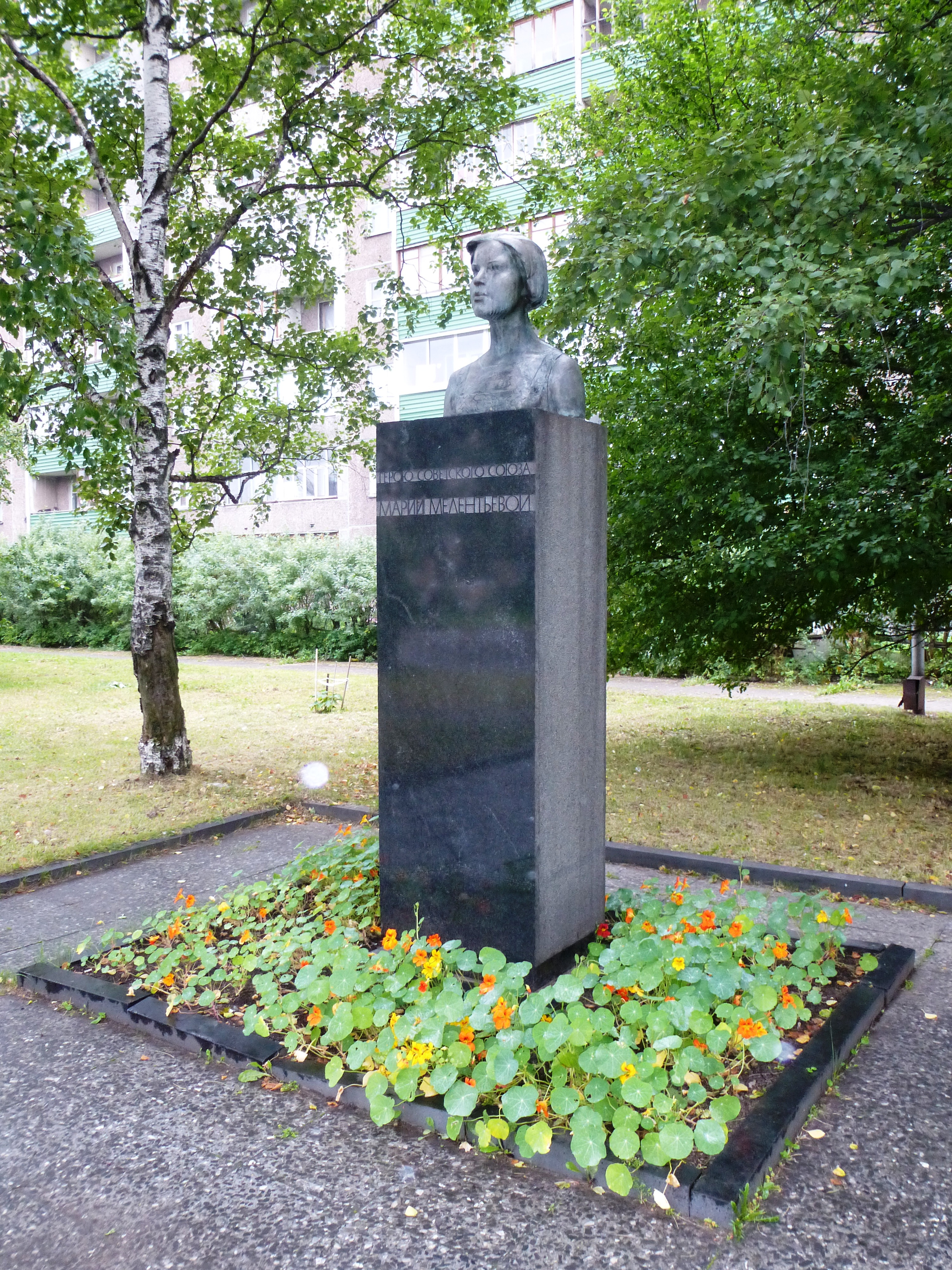
Бюст Марии Мелентьевой в Петрозаводске.

Мари́я Влади́мировна Меле́нтьева (25 марта 1924, Пряжа, Автономная Карельская ССР — 6 ноября 1942, д. Топорная Гора, Сегозерский район, Карело-Финская ССР) — партизанка, связная Центрального Комитета Коммунистической партии и инструктор Центрального Комитета комсомола Карело-Финской Советской Социалистической Республики. Герой Советского Союза. Награждена орденом Ленина, орденом Красной

## Ранние годы
Родилась 25 марта (по другим данным 24 января) 1924 года в посёлке Пряжа, в крестьянской семье. По национальности карелка. Окончила школу в деревне Пряжа. Работала санитаркой в госпитале в Сегеже.

## [1]Великая Отечественная война
Участница Великой Отечественной войны с 1942 года.
В июне 1942 года Мария Мелентьева и Анна Лисицына были направлены в оккупированный финнами Шёлтозерский район. Они организовали там явки для подпольных комитетов, собрали сведения об оккупационном режиме, расположении огневых точек и оборонительных сооружениях противника и установили контакт с населением. При возвращении домой Анна Лисицына погибла при переправе через реку Свирь, а Мария Мелентьева, переплыв реку, доставила важную информацию. Осенью того же года Мелентьева была вновь направлена в тыл врага с группой разведчиков. 
Первый батальон финского 4-го пехотного полка, егерское подразделение, захватил деревню Топорная гора 19 октября 1941 года, взяв в плен 40 солдат . До войны жители деревни были мастерами по изготовлению саней, специализировались именно на этом ремесле.
В ноябре 1942 года, примерно в двадцати километрах к востоку от д. Топорная гора, через озеро Сегозеро на лодке переправилась группа из десяти партизан. Финские войска, охранявшие берег, заметили лодку партизан и открыли огонь. Лодка попыталась вернуться на берег, но перевернулась, в результате чего двое мужчин утонули. Вместе с ними на дно ушли рюкзаки, два радиопередатчика и часть оружия. Оставшиеся восемь партизан добрались до берега и скрылись в лесу.
Несколько дней спустя, 4 ноября, к западу от горы Юухиваара были захвачены двое красноармейцев, которые заявили, что принадлежат к той самой группе с лодки. Затем, на следующий день, группа колонны 36-го саперного батальона, расположенного в деревне Топорная гора, заметила шесть незнакомцев, пытавшихся войти в один из домов деревни. Поднялся шум, и незнакомцы сбежали. Поздно вечером, вызванное на помощь подразделение обнаружило троих из этих людей. Двое из них были одеты в финскую военную форму, говорили по-фински и оказались восточнокарельскими партизанами, один из которых был младшим сержантом. Третьей была женщина из Пряжи, одетая в гражданскую одежду и говорившая по-фински (Мария Мелентьева). У одного из мужчин был пистолет Colt, у женщины — револьвер Наган.
Все они принадлежали к упомянутой группе партизан, их задачей было создать разведывательную ячейку на западном и северо-западном берегах Сегозеро. Женщина должна была выполнять роль радистки в деревне Паданы. Ранее она выполняла аналогичную задачу в районе Шоутъярви на берегу Онежского озера. После часового допроса партизаны были расстреляны в д. Топорная гора. Поиск и преследование еще трех партизан начались сразу же. На следующий день, 6 ноября, они были пойманы. Эти люди были одеты в финскую военную форму и вооружены финскими и советскими автоматами. Они были уничтожены.
Похоронена в деревне Топорная Гора Медвежьегорского района Республики Карелия.
Указом Президиума Верховного Совета СССР от 25 сентября 1943 года за мужество и героизм, проявленные при выполнении ответственных заданий, Мелентьева Мария Владимировна посмертно удостоена звания Героя Советского Союза.

## Награды
- Медаль «Золотая Звезда»[5];
- орден Ленина[5];
- орден Красной Звезды[5].

## Память
- Памятники:
  - бюст в посёлке городского типа Пряжа[5];
  - бюст в городе Петрозаводске на улице имени Марии Мелентьевой[5].
- Мемориальные доски:
  - две мемориальные доски в Петрозаводске[5];
  - мемориальная доска в Пряже на доме, где проживала Мария Мелентьева (Советская улица).
- Имя Героя высечено в мемориале пряжинцев, погибших в годы войн.
- Портрет и имя героя высечены в Галерее Героев Советского Союза — уроженцев Карелии в Петрозаводске. Рядом с галереей высажено дерево в честь Марии Мелентьевой.
- Именем М. В. Мелентьевой были названы Пряжинская средняя школа[6], улица в Петрозаводске, буксирный пароход, сейнер Петрозаводского рыбокомбината, буксирный теплоход Беломорско-Онежского пароходства, несколько пионерских отрядов и дружин[5].
- На родине Марии Мелентьевой в посёлке Пряжа был открыт музей. Ей и Анне Лисицыной посвящены пьеса Александра Александровича Иванова «Это было в Карелии» и очерк Геннадия Фиша «Подруги».